# Velma Dinkley
Velma Dacey Dinkley è un personaggio immaginario della serie televisiva d'animazione Scooby-Doo, di Hanna-Barbera.
Velma è il membro più intelligente, coscienzioso e maturo della Mystery Inc. ed è rappresentata come il cervello dietro le indagini del gruppo.
Nella versione italiana a darle la voce sono state Rosalinda Galli, Carmen Onorati, Giulia Franzoso, Rachele Paolelli e Tiziana Avarista.

## Caratteristiche del personaggio

### Personalità
In tutte le versioni della serie Velma è raffigurata come una giovane donna molto intelligente, spesso incarnante gli stereotipi nerd e geek, con interessi specifici nel campo della scienza (nella serie Scooby-Doo & Scrappy-Doo intraprende una carriera di ricercatrice della NASA), tecnologia, archeologia (in The New Scooby and Scrappy-Doo Show è vista spesso interpretare lingue antiche) e investigazione, difatti è estremamente abile a scoprire indizi nascosti.
Nel film d'animazione Scooby-Doo Abracadabradoo Velma è descritta da sua sorella minore Madelyn come "nata con un libro del mistero in mano". Di conseguenza Velma è solitamente colei che, a fine episodio, smaschera il mostro di turno e dà la risoluzione del mistero mettendo assieme i vari indizi raccolti, servendosi talvolta dell'aiuto di Fred e Daphne.
Gag ricorrente relativa, diffusa soprattutto nelle prime serie (Scooby-Doo! Dove sei tu? e Speciale Scooby), era la difficoltà di Velma a tenere gli occhiali sul viso. Frequentemente durante gli episodi, difatti, essi le cadevano nel bel mezzo di un inseguimento costringendola a fermarsi per cercarli.
Spesso quando Scooby (e talvolta anche Shaggy) è troppo spaventato per aiutare o proseguire nella risoluzione del caso di turno Velma gli offre un bocconcino chiamato "Scooby Snack" come fosse una tangente. Le sue frasi chiave sono: "Jinkies", "Jeepers!" (utilizzato anche dagli altri membri della banda, soprattutto Daphne) e, ovviamente, "I miei occhiali! Non riesco a vedere niente senza occhiali!".
Velma è inoltre estremamente curiosa e solitamente è lei a convincere il resto della Mystery Inc. (Shaggy e Scooby in particolare) a soffermarsi in un luogo per risolvere un mistero, e in un episodio di Le nuove avventure di Scooby-Doo, la si scopre essere coulrofobica e appassionata di hockey su ghiaccio.
In Scooby-Doo! Mystery Incorporated, Velma frequentemente dice "Oy" e "Oy gevalt" e ascolta musica Klezmer, sottintendendo che è ebrea.

### Aspetto
Velma è rappresentata come una ragazza con le lentiggini, gli occhi neri e i capelli castani pettinati a caschetto.

Solitamente veste con un largo maglione arancione, una corta gonna rossa a pieghe, calzini arancioni lunghi fino alle ginocchia, che tiene ripiegati alle estremità, e scarpe Mary Jane rosse. È decisamente miope, motivo per il quale porta un paio di spessi occhiali da vista di forma quadrangolare con montatura nera.
Nel corso delle varie stagioni, nonostante la "modernizzazione" del vestiario dei membri della Mystery Inc., l'abbigliamento di Velma rimane pressoché invariato.

## Famiglia
Un cliché narrativo ricorrente di Scooby-Doo mostra i ragazzi ospiti di parenti in località dove puntualmente si trovano a risolvere qualche mistero; per questo motivo in diverse puntate sono stati mostrati alcuni componenti della famiglia Dinkley.
I parenti conosciuti di Velma sono:
- Dale Dinkley: il padre di Velma. Gestisce un museo dell'occulto assieme alla moglie.
- Angela "Angie" Dinkley: la madre di Velma. Gestisce un museo dell'occulto assieme al marito.
- Madelyn Dinkley: la sorella minore di Velma, molto simile a lei per aspetto e differente personalità.
- Chloe Dinkley: la sorella tredicenne di Velma.
- Ewan: zio di Velma residente a Banning Junction.
- Megan "Meg": zia di Velma residente a Banning Junction.
- Mercedes "Marcy": affascinante e sveglia cugina di Velma, figlia di Ewan e Meg.
- Thelma Dinkley: zia paterna di Velma, lavora con i delfini in un istituto marino.
- Dave Walton: zio materno di Velma, ranger forestale.
- John: zio di Velma, archeologo specializzato in caverne.
- Cosmo Dinkley: zio paterno di Velma, archeologo.
- Elmo: zio di Velma, dottore.
- Theodore "Ted": zio di Velma, archeologo.

## Trasposizioni

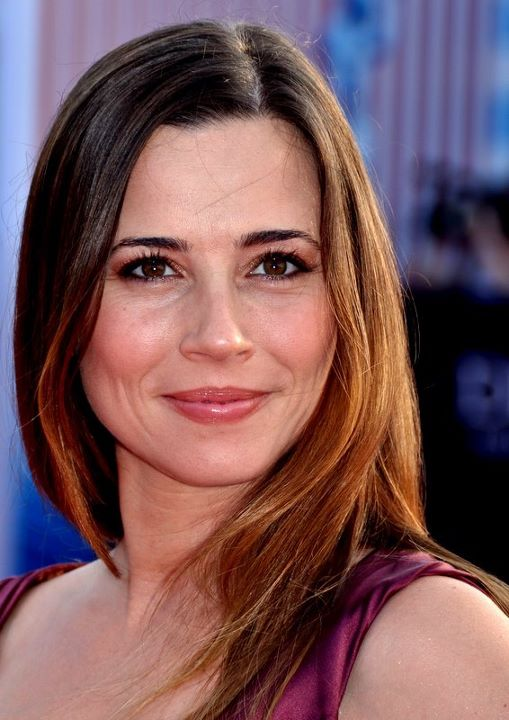
Linda Cardellini ha prestato il proprio volto a Velma per il grande schermo.

- La prima voce di Velma è stata Nicole Jaffe, che ha doppiato il personaggio dal 1969 al 1973. Successivamente è stata Pat Stevens a dare la voce al personaggio dal 1976 al 1979. A lei è poi subentrata Marla Frumkin dal 1979 al 1980 e nel 1984 dopo un'assenza triennale del personaggio dagli schermi. Quindi, dopo altri quattro anni d'assenza, Velma viene doppiata da Christina Lange tra il 1988 e il 1991. A partire dal 2002 la voce di Velma è affidata a Mindy Cohn.
- Dopo avere doppiato il personaggio in un crossover tra Scooby-Doo e Johnny Bravo B.J. Ward diede la voce a Velma in tutti i film d'animazione usciti tra il 1997 e il 2001, mentre Nicole Jaffe riprese il ruolo nei due film animati usciti nel 2003, dopodiché dal 2004 il doppiaggio di Velma nelle pellicole di animazione viene assegnato a Mindy Cohn.
- Nel lungometraggio del 2002 Scooby-Doo e nel suo sequel del 2004 Scooby-Doo 2 - Mostri scatenati Velma è interpretata dall'attrice Linda Cardellini. Mentre nei prequel del 2009 Scooby-Doo! Il mistero ha inizio e del 2010 Scooby-Doo! La maledizione del mostro del lago, a prestare il volto al personaggio è Hayley Kiyoko.

## Sessualità
Alcuni fan della serie classica hanno spesso speculato sul fatto che il personaggio di Velma fosse omosessuale, tra cui lo stesso sceneggiatore della prima trasposizione cinematografica, James Gunn e l'attrice Linda Cardellini. L'opinione è stata apertamente sostenuta anche da Jeffrey P. Dennis, scrittore statunitense artefice di numerosi studi sulla sessualità nei cartoni animati. Gli autori del primo film introdussero un riferimento a tali speculazioni in una scena che mostra Velma occhieggiare maliziosamente Daphne; l'intenzione della sceneggiatura era di aggiungere una scena in cui le due ragazze si baciassero, tuttavia la produzione impose di rimuovere tale script.
Forse proprio per fugare tali rumoreggiamenti in diverse pellicole successive (Scooby-Doo, Scooby-Doo e l'isola degli zombie e Scooby-Doo e il fantasma della strega), nonché in alcuni episodi della serie del 2002, Velma si dimostra apertamente attratta dal sesso opposto. Inoltre nella serie reboot Scooby-Doo - Mystery, Inc. viene introdotto un interesse sentimentale tra Velma e Shaggy, tanto che i due diventano una coppia, salvo poi lasciarsi apparentemente a causa dell'amicizia del ragazzo con Scooby. In realtà il direttore, produttore e co-scrittore della serie Tony Cervone rivela anni dopo che l'intenzione per la serie era da sempre di mostrare quanto la relazione di Velma e Shaggy fosse tossica per entrambi per via del fatto che Velma fosse in realtà omosessuale. Nella seconda stagione, infatti, Velma sembra avere trovato pace con Shaggy perché è molto più a suo agio con la sua sessualità. Infatti, a detta di Tony, dalla seconda stagione Velma inizia a comprendere i suoi sentimenti per la sua rivale di scuola Marcie "Hot Dog" Fleach. Infatti, nella timeline post-apocalisse, Velma e Hot Dog si frequentano, come confermato da Cervone. Quest'ultimo ha sempre voluto le due insieme ma, per via dei limiti posti sulla rappresentazione di personaggi LGBT nei media in America, non gli fu possibile mostrare la loro relazione esplicitamente.
Nel film live Scooby-Doo! La maledizione del mostro del lago Shaggy ha una cotta per Velma non corrisposta. Dopo che Shaggy la salva Velma lo ringrazia, anche per le cose carine che ha detto sul suo conto e si scambiano un bacio nella scena finale. I due ammettono subito di non provare vera attrazione e tornano a essere buoni amici.
Nel 2022 viene confermata la bisessualità di Velma nel film animato della serie principale, Scooby-Doo! contro i Gul. La ragazza, infatti, ammette di avere una cotta per la stilista criminale Coco Diablo, lasciandosi andare ad atteggiamenti civettuoli durante tutto il film per attirare la sua attenzione. Le clip del film dove Velma flirta con Coco sono immediatamente divenute virali, lo stesso giorno del rilascio del film e hanno causato controversie nei notiziari di tutto il mondo. Nonostante ciò, il motore di ricerca Google celebra il coming out ufficiale della ragazza con un'animazione speciale. Infatti, durante la settimana di rilascio del film, qualora si cercasse la voce "Velma" o "Velma Dinkley", delle bandiere rappresentanti la comunità LGBT+ e lesbica sarebbero scorse dall'alto dello schermo. Inoltre, anche l'attrice e cantante Hayley Kiyoko, conosciuta dai suoi fan come "Lesbian Jesus" (Gesù Lesbica) per il coraggio dimostrato nell'esprimere la sua sessualità senza filtri nei testi delle sue canzoni, ha partecipato alla celebrazione. Infatti, proprio l'attrice interpretò il personaggio nei film Scooby-Doo! Il mistero ha inizio (2009) e Scooby-Doo! La maledizione del mostro del lago (2010) e dichiara di essere contenta e orgogliosa di aver fatto parte del franchise e che finalmente Velma possa essere davvero libera di esprimere se stessa. Anche Linda Cardellini, che la interpretò nei film Scooby-Doo (2002) e Scooby-Doo 2 - Mostri scatenati, dichiara in una intervista di essere felice del coming out, dopo che nei film da lei girati Velma già avrebbe dovuto essere esplicitamente omosessuale prima che la Warner scartasse l'idea.